# كشكاوا
كشكاوا قرية آشورية تقع ضمن منطقة سهل نهلا في محافظة نينوى. تقع قرية كشكاوا إلى الشمال من مدينة عقرة وعلى ارتفاع 1829 قدم عن مستوى سطح البحر, ويمر نهر الخازر في اراضيها من الجهة الشمالية الشرقية للقرية و يتحدث سكانها اللغة السريانية.
تعاني القرية من قصور في الخدمات و تعرضت للهدم و الإحراق من قبل الحزب الديمقراطي الكردستاني خلال صراع الأخير مع حزب العمال الكردستاني تعد كنيسة  مارت شموني  القديمة من أبرز معالم القرية